# Chrodegang z Metzu
Chrodegang z Metzu, również: Chrodegand, Godegrand, Gundigran, Ratgang, Rodigang, Sirigang (ur. ok. 712–715 w Hesbaye k. Liège w Austrazji, zm. 6 marca 766 w Metzu) – biskup Metzu (742–766), arcybiskup Austrazji (od 754), legat papieski i głowa Kościoła w Królestwie Frankońskim, kontynuator reformy zapoczątkowanej przez św. Bonifacego-Winfrida, autor reguły zakonnej dla kanoników laterańskich, pierwszy opat klasztoru Altenmünster w Lorsch (764–765), święty Kościoła katolickiego i ewangelickiego.
Jego historię życia napisał Paweł Diakon w (łac.) Gesta episcoporum Metensium (Dzieje biskupów Metzu).

## Życie
Chrodegang pochodził ze szlacheckiej, frankijskiej rodziny. Jego matka Landrada spokrewniona była z rodem Robertianów. Był kuzynem Kankora, założyciela klasztoru w Lorsch (764), którego został pierwszym opatem. Jego następcą został rodzony brat Gundeland, który najpierw był duchownym.
Młode lata i wykształcenie zdobywał w benedyktyńskim opactwie w Sint-Truiden, następnie dostał się na dwór Karola Młota. Był sekretarzem władcy, kanclerzem, a następnie notariuszem Karlomana, który obsadził Chrodeganga w 742 na stanowisku biskupa Metzu (po śmierci Sigisbalda). Chrodegang był również blisko związany z majordomem Pepinem Krótkim, którego później koronował na króla w Saint-Denis (751).
W 748 roku Chrodegang ufundował Opactwo Gorze w pobliżu Metzu z regułą św. Benedykta i wybudował dwa kościoły. W latach 751–755 zredagował dla kanoników swojego Kościoła regułę zakonną, opartą głównie na regule benedyktyńskiej i kanonach laterańskich (łac. Regula Canonicorum, zwana także Regułą Chrodeganga), która miała obowiązywać później w całym państwie Franków. Składała się z prologu i 34 rozdziałów. Wywarła duży wpływ na rozwój życia kanoniczego wśród duchowieństwa diecezjalnego. Jej kontynuacją była rozpowszechniona akwizgrańska reguła kanoników, ogłoszona w 816 roku.
Jako biskup Metzu Chrodegang wprowadził w swojej diecezji chorał gregoriański i ryt rzymski (łacinę). Utrzymywał dobre stosunki z Rzymem. W 753 w imieniu Pepina udał się do Stefana II, aby zapewnić go o przychylności władców frankońskich.
W 754, po śmierci św. Bonifacego, Chrodegang otrzymał od papieża paliusz i godność arcybiskupią.
W 764 został opatem klasztoru Altenmünster w Lorsch, do którego oddelegował mnichów z opactwa Gorze. Sprowadził do nowego klasztoru relikwie, wysyłając prośbę do papieża Pawła I w tej sprawie. 11 lipca 765 klasztor otrzymał z rąk arcybiskupa Wilchara von Mentena szczątki męczennika św. Nazariusza. Tym samym zagwarantował utrzymanie klasztoru w rodzinie i ochronę przed biskupami Wormacji oraz Moguncji.
Zmarł w wieku ok. 54–57 lat. Pochowany został w opactwie w Gorze.

## Dzień obchodów
Wspomnienie liturgiczne św. Chrodeganga w Kościele katolickim, ewangelickim oraz Eglise Orthodoxe des Gaules (Kościele Prawosławnym Galów) i męskim zakonie kanoników regularnych (wspomnienie obowiązkowe) obchodzone jest w dzienną pamiątkę śmierci (6 marca).
Kościół katolicki w Polsce oraz żeńskie kanoniczki regularne wspominają świętego 3 października.